# Dundee (Misisipi)
Dundee es un lugar designado por el censo ubicado en el condado de Tunica en el estado estadounidense de Misisipi. En el Censo de 2020 tenía una población de 73 habitantes y una densidad poblacional de 13,96 habitantes por km². Fue incluido como CDP en el censo de 2020. 

## Geografía
Dundee se encuentra ubicado en las coordenadas 34°31′37″N 90°27′12″O / 34.52694, -90.45333.Según la Oficina del Censo de los Estados Unidos,  tiene una superficie total de 5,23 km², de la cual 5,20 km² corresponden a tierra firme y 0,03 km² a agua.